# میربوش
شهر میربوش (به آلمانی: Meerbusch) در ایالت نوردراین-وستفالن در کشور آلمان واقع شده‌است.